# Danikerbos
Het Danikerbos is een bosgebied in de gemeente Beekdaelen in de Nederlandse provincie Limburg. Het ligt ten zuiden van Daniken en ten noorden van Sweikhuizen. Het Danikerbos is een hellingbos op de Danikerberg en ligt op de oosthelling van de Geleenbeek die aan de westrand van het bos stroomt. Hier eindigt het Plateau van Doenrade.
Aan de andere kant van Sweikhuizen ligt het Stammenderbos.